# Trügleben
Trügleben is een ortsteil van de landgemeente Hörsel in de Duitse deelstaat Thüringen. Tot 1 december 2011 was Trügleben een zelfstandige gemeente.